# 和田垣謙三

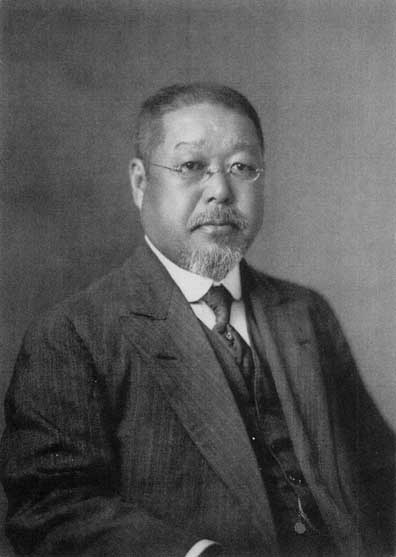
和田垣謙三

和田垣 謙三（わだがき けんぞう、1860年8月30日〈万延元年7月14日〉 - 1919年〈大正8年〉7月18日）は明治時代から大正時代にかけての日本の経済学者。法学博士。号は吐雲。

## 経歴
但馬国（現兵庫県）出身。豊岡藩士・和田垣譲の次男。1881年東京帝国大学卒業後、ヨーロッパに留学し、ケンブリッジ大学・ベルリン大学で学び、1883年に帰国。文部省御用掛を経て、1886年帝国大学法科大学教授となり、金井延とともに学部を主導、シュタインやワグナーの社会政策学派財政学を導入、自由主義経済学からの転換を促した。1891年法学博士。1898年の農科大学教授に転じる。また日本女子商業学校校長、東京商業学校校長として民間実業教育に尽力。
1919年、腎臓炎のため死去。墓所は雑司ヶ谷霊園。

## 栄典
位階
- 1903年（明治36年）10月30日 - 従四位[2]
- 1908年（明治41年）12月11日 - 正四位[3]
- 1919年（大正8年）7月19日 - 正三位[4]

勲章等
- 1900年（明治33年）12月20日 - 勲四等瑞宝章[5]
- 1904年（明治37年）12月27日 - 勲三等瑞宝章[6]
- 1912年（大正元年）12月18日 - 勲二等瑞宝章[7]
- 1915年（大正4年）11月10日 - 大礼記念章[8]
- 1919年（大正8年）7月19日 - 勲一等瑞宝章[4]

## 著作

### 単著
- 『経済教科書』文学社、1901年8月。 NCID BA43788712。全国書誌番号:40031872。
- 『新英和辞典』大倉書店、1901年11月。全国書誌番号:40083394。
- 『法制教科書』文学社、1902年4月。 NCID BA76360357。全国書誌番号:40021818。
  - 『法制教科書』明治大学経緯学堂〈経緯学堂叢書〉、1905年7月。全国書誌番号:40021819。
- 『英文典』文学社、1902年5月。全国書誌番号:40083506。
- 『中学英文典』文学社、1902年11月。全国書誌番号:40083619。
- 『法制講義』修学堂〈新撰百科全書 第112編〉、1904年3月。 NCID BA84612706。全国書誌番号:40021844。
- 『経済講義』修学堂、1905年1月。 NCID BA49135187。全国書誌番号:40031893。
- 『会話作文 和英新辞典』修学堂、1908年3月。 NCID BB22778809。全国書誌番号:41021512。
- 『青年諸君』至誠堂、1909年7月。 NCID BN1535327X。全国書誌番号:40002903。
  - 『青年諸君』（増補改版11版）至誠堂、1911年7月。 NCID BA5454749X。全国書誌番号:40002904。
- 『世界商業史要』至誠堂、1909年10月。 NCID BN1356457X。全国書誌番号:40035204。
- 『処世訓話 餅』至誠堂、1909年12月。 NCID BA64854633。全国書誌番号:40003621。
  - 『処世訓話 餅』（増補訂正版）至誠堂、1917年1月。 NCID BN06494168。全国書誌番号:43003783。
  - 『処世訓話 餅』（増補訂正版）修文社、1929年1月。 NCID BN06494168。全国書誌番号:44060291。
- 『法制経済新教科書』文学社、1911年12月。 NCID BB03994421。全国書誌番号:40021831。
  - 『法制経済新教科書・簡易法制経済教科書備考』文学社、1911年12月。 NCID BB03994421。全国書誌番号:40021832。
- 『兎糞録』至誠堂、1913年7月。 NCID BA43696760。全国書誌番号:43015577。
- 『吐雲録』至誠堂〈大正名著文庫 第5編〉、1914年7月。 NCID BN06495229。全国書誌番号:43016953。
- 『西遊スケツチ』至誠堂〈大正名著文庫 第20編〉、1915年12月。 NCID BN08795631。全国書誌番号:43016967。
- 『家庭経済』婦人文庫刊行会〈家庭文庫〉、1917年5月。 NCID BN02826120。
  - 上笙一郎・山崎朋子 編『家庭経済』（復刻版）クレス出版〈家庭文庫〉、2006年7月。 NCID BA7817016X。全国書誌番号:21086642。
- 『意外録』南北社出版部、1918年5月。 NCID BA38184817。全国書誌番号:43027079。
- 大町桂月 編『和田垣博士傑作集』至誠堂、1921年7月。 NCID BA6273470X。全国書誌番号:43035441。

### 英訳
- 松村介石 編『十牛頌』斎藤松洲画、左久良書房、1914年8月。 NCID BA35026117。全国書誌番号:43006611。

### 共著
- 和田垣謙三、井上哲次郎『外国語研究要論』磯辺弥一郎、1891年9月。全国書誌番号:40076914。
- 『英訳模範 和文と英文』渡辺書店、1905年11月。全国書誌番号:40084368。
- 和田垣謙三、生田弘治、星野久成『実用いろは引 和英新字典』東華堂書店、1908年11月。 NCID BA66969716。全国書誌番号:22092299。

### 共編
- 『哲学字彙 附・清国音符』東京大学三学部、1881年4月。 NCID BN09526668。全国書誌番号:40000143。
- 和田垣謙三・若目田武次 編『受験参考 高等英作文』北文館、1917年4月。 NCID BA42045144。全国書誌番号:43011769。

### 共訳
- エル・エル・プライス 著、和田垣謙三・津田欽一郎 訳『英国商業史』早稲田大学出版部、1904年5月。 NCID BN12219339。全国書誌番号:40034767。
- グリム 著、和田垣謙三・星野久成 訳『家庭お伽噺』小川尚栄堂、1909年3月。 NCID BA53497920。全国書誌番号:41018029。
- アンダーセン 著、和田垣謙三・星野久成 訳『教育お伽噺』小川尚栄堂、1909年10月。全国書誌番号:41018044。
- セルヴァンテス 著、和田垣謙三・星野久成 訳『ドンキホーテ冒険お伽噺』小川尚栄堂、1916年。全国書誌番号:43022510。

### 校訂
- ポール・ルロア・ボーリュー 著、宮古啓三郎 訳『経済学』 全5巻、敬業社、1891年4月-6月。 NCID BA49612184。全国書誌番号:40031803。

### 監輯
- 『英和俗語熟語故事大辞典』新渡戸稲造・坪内雄蔵・和田垣謙三監輯、実業之日本社、1911年10月。 NCID BA44443658。全国書誌番号:41021361。
  - 『英和俗語熟語故事大辞典』新渡戸稲造・坪内雄蔵・和田垣謙三監輯（復刻版）、ゆまに書房〈近代英学特殊辞書集成 3〉、1998年10月。 NCID BA38628284。全国書誌番号:41021361。

### 洋書
- Scene from Chushingura; suicide of Kampei. T.Yoshioka. (1888). 全国書誌番号:41025809
- English reading book for middle schools. 2d and 3d years, 4th and 5th years. Bungakusha. (1901). 全国書誌番号:41025305
- English reading book Primer. Bungakusha. (1902). NCID BB25173360. 全国書誌番号:41025304
- Stray leaves. Okura-shoten. (1908). NCID BA1241309X. 全国書誌番号:41025810
- New English readers. No.1-3. Kaiseikwan. (1912). 全国書誌番号:41025306
- K. Wadagaki; T.Wakameda (1915). Standard English literature novels. Hakuikudo. NCID BA70351466. 全国書誌番号:22031852
- Gleanings from Japanese literature. Nampokusha. (1919). 全国書誌番号:22031355

## 記念論文集
- 矢作栄蔵 編『経済論叢 和田垣教授在職二十五年記念』有斐閣、1914年11月。 NCID BN05666971。全国書誌番号:43020054。

## 関連文献
- 「東京帝国大学教授法学博士和田垣謙三叙勲ノ件」（国立公文書館所蔵 「叙勲裁可書・大正八年・叙勲巻五」）
- 「法学博士和田垣謙三君」（花房吉太郎、山本源太編輯 『日本博士全伝』 博文館、1892年8月）
  - 花房吉太郎、山本源太著 『日本博士全伝』 日本図書センター〈日本人物誌叢書〉、1990年9月、ISBN 4820540300
- 矢作栄蔵編 『和田垣教授在職二十五年記念 経済論叢』 有斐閣書房、1914年
- 「故法学博士 和田垣謙三」（井関九郎監修 『大日本博士録 第壱巻 法学博士及薬学博士之部』 発展社、1921年1月）
- 大町桂月編 『和田垣博士傑作集』 至誠堂書店、1921年7月
- 渋木直一編 『吐雲余影』 渋木直一、1934年2月
- 大淵利男 「和田垣謙三と『財政学』について」（『法学紀要』第29巻、日本大学法学部法学研究所、1988年2月、NAID 40003457835）
  - 「和田垣謙三の財政思想とその展開」（『日本大学法学部 創立百周年記念論文集 第2巻 政治・経済・新聞学編』 日本大学法学部、1989年11月）
- 三島憲之 「和田垣謙三と明治・大正期の経済学界(I) : 和田垣の経歴と活動を中心に(1)」（『東北公益文科大学総合研究論集』4、2002年12月、NAID 110004557362）
  - 「和田垣謙三と明治・大正期の経済学界(I) : 和田垣の経歴と活動を中心に(2)」（同誌 5、2003年5月、NAID 110004530763）
  - 「和田垣謙三と明治・大正期の経済学界(I) : 和田垣の経歴と活動を中心に(3)」（同誌 7、2004年5月、NAID 110004634550）